# 国際連合安全保障理事会決議2071
国際連合安全保障理事会決2071（こくさいれんごうあんぜんほしょうりじかいけつぎ2071、英: United Nations Security Council Resolution 2071）は、2012年10月12日に国際連合の安全保障理事会において採択された、マリ情勢に関する決議。略称はUNSCR2071。

## 概要
決議は国連憲章第7章に基づく行動として、マリ共和国における全ての武装勢力に対して人権侵害及び国際人道法違反行為の即時停止を要求し、多国籍軍の派遣を求めるマリ暫定政府の要請に応え、具体的な施策として、同国が求める西アフリカ諸国経済共同体 (ECOWAS) からの軍事支援について、ECOWAS並びにアフリカ連合 (AU)が共同で行う計画策定プロセスを支援する目的で、国連事務総長に対し、直ちに軍事・治安計画担当による支援を提供するよう要請。決議は全会一致で採択された。

## 前文
以下の経緯を確認する内容となっている。
1. 2012年1月からのマリ北部でのテロ組織による人権侵害を2012年6月に、国際刑事裁判所(ICC)に付託したこと。
2. 2012年9月1日にマリ政府がECOWASに軍事支援を要請したこと。
3. 2012年9月18日にマリ政府が国連事務総長にマリ北部の占領された地域を回復するためマリ政府軍を外国の軍隊が支援するため国連憲章第7章を含む決議を安保理で通すように要請したこと。
4. 2012年9月28日にECOWASが国連事務総長に安保理決議による国連憲章第7章の授権を行うこと。
5. アフリカ連合に協力を要請したこと。
6. 2012年10月19日にマリに関する支援とフォローアップグループの会合がアフリカ連合によって行われること。

## 本文
以下を決議した。
1. マリ暫定政府の樹立を歓迎し、マリ暫定大統領の活動を支持、暫定政府に対して詳細な民主化へのロードマップの提示を要請
2. マリ政府軍に対し、マリ暫定政府の活動を疎外することのないよう強調、制裁を実行するためECOWASの決定と勧告を留意すること
3. マリ反政府勢力に対し、テロリスト組織とくにAQIM (イスラーム・マグリブ諸国のアル＝カーイダ機構) との全ての関係を途絶することを要請、テロリスト組織と関係を途絶できない反乱グループは制裁の対象になることを明示
4. マリ暫定政府、マリ反政府勢力並びにマリ北部地域の正当なる地元代表者たちに対し、政治的解決を目指した交渉の席に着くことを要求、国連事務総長、近隣諸国、国際的または地域的組織にマリの政治的プロセスへの支援を要請
5. マリ北部で活動する全ての武装勢力に対し、一般市民への攻撃、性暴力、子ども兵の動員、強制退去といった人権侵害及び国際人道法違反行為の即時停止を要求
6. 国連事務総長報告を受けて、マリ北部における占領地域を奪還すべく活動中のマリ政府軍に対する、多国籍軍による軍事支援を求めるマリ暫定政府の要請に対し、応える用意があることを宣言
7. マリ暫定政府が求めるECOWASからの軍事支援について、ECOWAS並びにAUが共同で行う計画策定プロセスを支援するため、国連事務総長に対し、直ちに軍事・治安計画担当による支援を提供するよう要請、45日以内に国連事務総長に対してこの決議を実行するためのレポートの提出を要請
8. 第6項の目的を果たすため、マリ暫定政府に対し、テロ組織と戦うために地域的及び国際的協力を確保するために必要なあらゆる措置を講じることを要請するとともに、国連加盟国、地域機関及び国際機関に対し、軍事訓練、装備及び役務の供与を含む地域的・国際的な準備プロセスにおける連携を要請
9. 第8項において、国連加盟国、AU、欧州連合 (EU) 等の地域機関及び国際機関に対し、マリ政府軍及び治安部隊に対し、マリ政府の国土全体に渡る支配、マリの領土保全、AQIMによる脅威を減らすために専門知識、必要な訓練、能力開発を含む総合的な支援を提供できるよう可能な限り速やかに連携体制を整えることを要請
10. マリの危機に対する包括的な解決策のパラメーターを定義するうえで国連のサヘル地域における統合戦略を調整し、国際的なサヘル地域への成果を結集するために事務総長によるサヘル地域担当特使の任命を歓迎